# 萨克森-哥达-阿尔滕堡
萨克森-哥达-阿尔滕堡（德語：Sachsen-Gotha-Altenburg）是韦廷家族在图林根的一个邦国。1681年由萨克森-哥达和萨克森-阿尔滕堡合并而来。1806年成为莱茵联邦的一个邦国，1815年成为德意志邦聯的一个邦国。1825年绝嗣，被萨克森-科堡-萨尔费尔德和萨克森-希尔德布尔格豪森瓜分。

## 成立背景
1485年，根据萊比錫分割條約，韦廷王朝的领地被一分为二。萨克森选侯腓特烈二世的次子恩斯特继承了迈森北部、图林根南部、维滕贝格和选侯的职位。在宗教战争期间，该支逐渐倾向支持新教。最终，在1547年，萨克森选侯的头衔，被当时的神圣罗马帝国皇帝卡尔五世剥夺。
被废黜选侯之位的约翰·弗里德里希一世得到了魏玛作为领地。于是他以魏玛为大本营，发展了他家族的力量。约翰·弗里德里希一世于1554年去世，他的两个儿子瓜分了他的土地。次子约翰·威廉成为萨克森-魏玛公爵，得到了魏玛、哥达、阿尔滕堡等领土。约翰·威廉的三个孙子分别成为萨克森-阿尔滕堡、萨克森-魏玛和萨克森-哥达的公爵。
1672年，萨克森-阿尔滕堡公爵腓特烈·威廉三世去世，没有子嗣。萨克森-阿尔滕堡绝嗣。萨克森-哥达公爵恩斯特一世作为弗里德里希·威廉三世的堂姐夫继承了萨克森-阿尔滕堡公国。萨克森-哥达和萨克森-阿尔滕堡成为共主邦联。恩斯特一世去世后，他的第四子，也是活到成年的最年长的儿子腓特烈一世继承了萨克森-哥达和萨克森-阿尔滕堡两国。1680年，弗里德里希一世与六个弟弟通过协议瓜分了父亲的领土，弗里德里希一世得到了哥达、滕内贝格、瓦赫森堡、伊希特尔斯豪森、格奥尔根塔尔、施瓦茨瓦尔德、莱因哈德斯布鲁恩、福尔肯罗德、上克拉尼希费尔德、奥拉明德、阿尔滕堡和托纳，并在次年改国号萨克森-哥达-阿尔滕堡公国。他于是成为第一任萨克森-哥达-阿尔滕堡公爵。

## 简史
1685年，弗里德里希一世规定了他的国土不得分割和萨利克式的长子继承的原则，并在1688年得到了皇帝的确认。
19世纪初，萨克森-哥达-阿尔滕堡先后加入了莱茵邦联和德意志邦联。
1825年，萨克森-哥达-阿尔滕堡公爵腓特烈四世去世，没有子嗣，萨克森-哥达-阿尔滕堡绝嗣。萨克森-哥达-阿尔滕堡的继承为恩斯廷系诸邦争议。通过萨克森国王弗里德里希·奥古斯特一世的仲裁决定：弗里德里希四世的侄女婿萨克森-科堡-萨尔费尔德公爵恩斯特一世得到哥达；萨克森-希尔德布尔格豪森得到阿尔滕堡，并将希尔德布尔格豪森让给萨克森-迈宁根。得到哥达的萨克森-科堡-萨尔费尔德更名萨克森-科堡-哥达；而萨克森-希尔德布尔格豪森更名萨克森-阿尔滕堡。

## 历任公爵列表

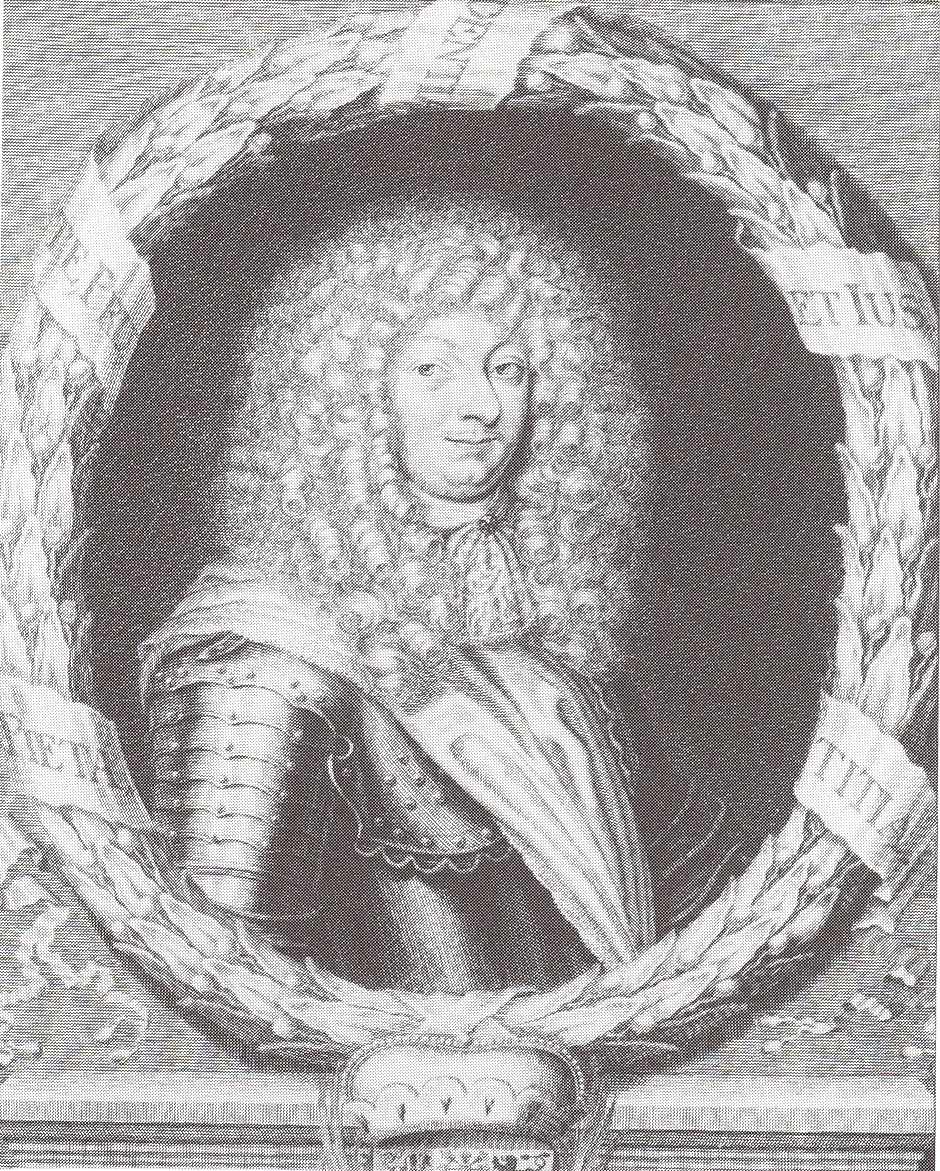
第一任萨克森-哥达-阿尔滕堡公爵弗里德里希一世

### 萨克森-哥达公爵兼萨克森-阿尔滕堡公爵
- 1672年—1675年：恩斯特一世
- 1675年—1680年：腓特烈一世

### 萨克森-哥达-阿尔滕堡公爵
1. 1681年—1691年：腓特烈一世
2. 1691年—1732年：腓特烈二世
3. 1732年—1772年：腓特烈三世
4. 1772年—1804年：恩斯特二世
5. 1804年—1822年：奧古斯特
6. 1822年—1825年：腓特烈四世